# كهف جويل التذكاري الوطني
كهف جويل التذكاري الوطني (بالإنجليزية: Jewel Cave National Monument)‏؛ هو كهف يقع في مقاطعة كستر في الولايات المتحدة. الكهف هو ثالث أطول كهف في العالم، بطول يبلغ 200.3 ميل (322.4 كيلومتر). يوجد الكهف علي بعد 13 ميل (21 كـم) غرب بلدة كستر في سلسلة بلاك هيلز الجبلية بـداكوتا الجنوبية. صنف منتزهًا وطنيًا عام 1908.

## السياحة
يعد كهف جويل التذكاري الوطني أحد مواقع الجذب السياحي في مقاطعة كستر في ولاية داكوتا الجنوبية الأمريكية. الكهف مفتوح طوال العام، وتوفر خدمة المنتزه ثلاث جولات مختلفة للزوار. هناك ثلاثة آثار تختلف في الطول و الصعوبة مخصصة لكل جولة.

## معرض الصور

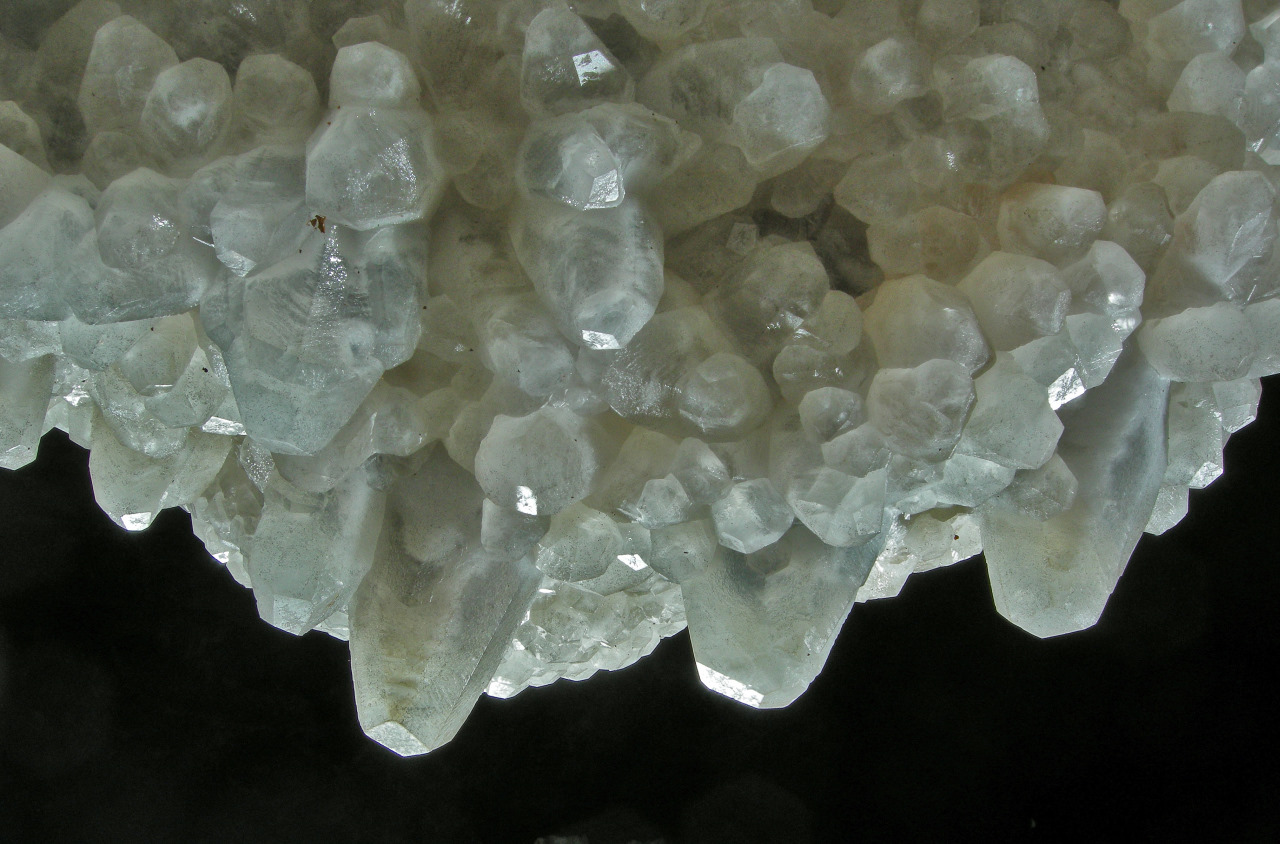
جزء كبير من الكهف مغطي بأوتاد كرستالية، لكن من النادر ظهور الكرستالات بهذه النقاوة.
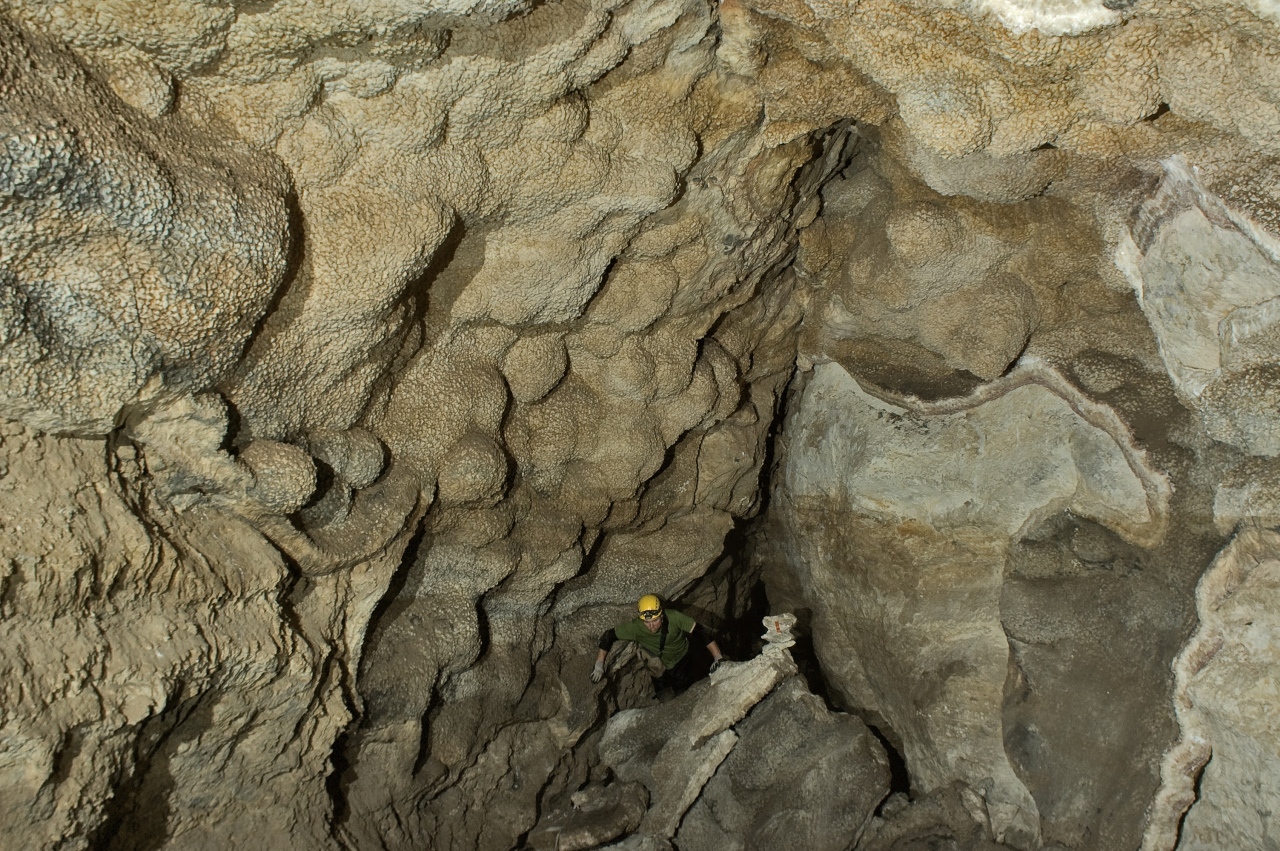
تغطي الأوتاد الكرستالية أغلبية الحوائط في بعض أجزاء الكهف، وغالبًا ما تكون باللون البني الظاهر في الصورة.
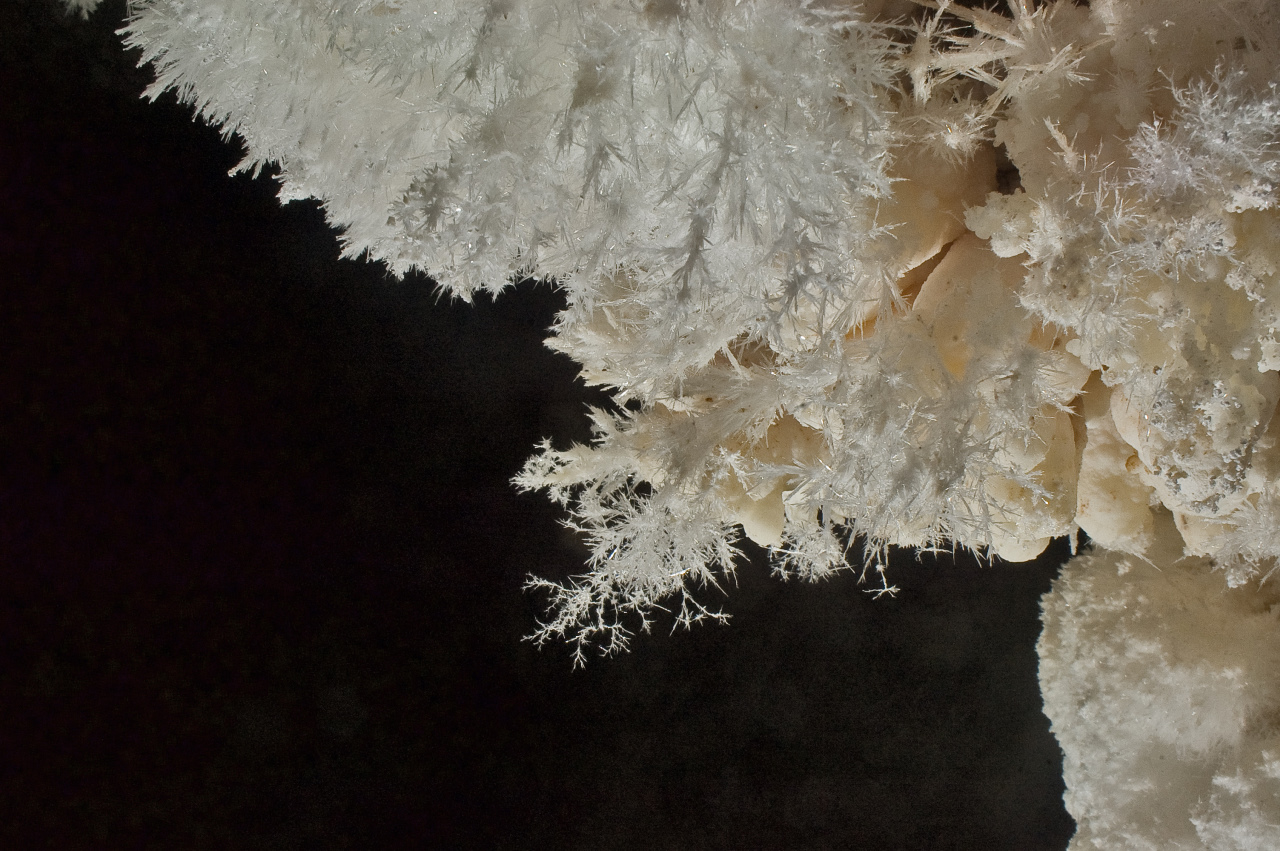
رسوم الأراجونايت الصقيعية هي إحدي الإرسابات المتدلية الموجودة في الكهف. غالبًا في شكل بقع صغيرة علي الحائط.
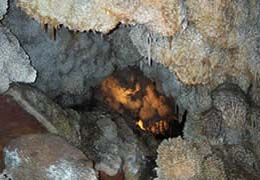
كرستالات الكلسيت في كهف جويل.